# Baratili San Pietro
Baratili San Pietro település Olaszországban, Szardínia régióban, Oristano megyében. Lakosainak száma 1211 fő (2023. január 1.). Baratili San Pietro Oristano, San Vero Milis, Zeddiani, Riola Sardo és Nurachi községekkel határos.

## Népesség
A település népességének változása:
| Lakosok száma | 1321 | 1312 | 1211 |
|               | 2017 | 2018 | 2023 |